# Muscle semi-épineux
En haut à droite le muscle semi-épineux de la tête. 
Les muscles semi-épineux (ou muscles demi-épineux selon l'ancienne terminologie) sont des muscles pairs du dos situé profondément dans les gouttières vertébrales.

## Description
Les muscles semi-épineux font partie des muscles transversaires épineux.
Ils sont constitués de trois muscles :
- le muscle semi-épineux de la tête,
- le muscle semi-épineux du cou,
- le muscle semi-épineux du thorax.

## Galerie

Les muscles semi-épineux
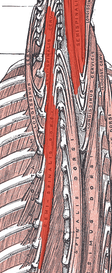
Détail du muscle semi-épineux du thorax
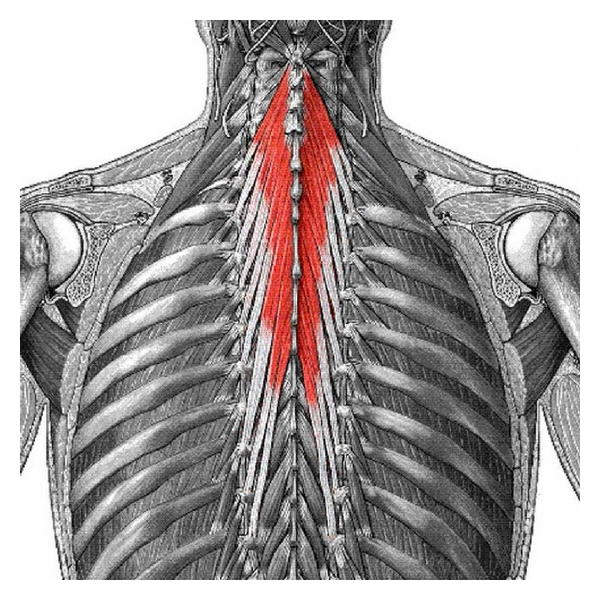
Les muscles semi-épineux du thorax
Les muscles semi-épineux de la tête